# Lubna Al Qasimi
Lubna bint Khalid bin Sultán Al Qasimi (en árabe, لبنى بنت خالد بن سلطان القاسمي: Dubái, 4 de febrero de 1962) es una empresaria y política emiratí. En el año 2000 se convirtió en la primera mujer de Emiratos Árabes Unidos en acceder al gabinete ministerial.
Ha sido ministra de Economía y de Comercio Exterior. En febrero de 2016, en una reorganización del gabinete por parte del primer ministro de los EAU Mohamed bin Rashid Al Maktum, fue designada como titular del nuevo Ministerio de la Tolerancia.

## Biografía

### Primeros años y familia
Es miembro de la familia gobernante del Emirato de Sharjah y la sobrina del sultán bin Mohammed Al Qasimi. Se graduó de la Universidad Estatal de California y tiene un MBA de la Universidad Americana de Sharjah. También posee un doctorado honorario en ciencias de la Universidad Estatal de California. En marzo de 2014 fue nombrada Presidenta de la Universidad Zayed.

### Carrera empresarial
Regresó a los Emiratos Árabes Unidos para trabajar como programadora en la compañía de software Datamation en 1981. Luego trabajó como directora de la oficina de Dubái para la Autoridad de Información General, la organización responsable de la automatización de los Emiratos Árabes Unidos. Luego, durante siete años fue directora del Departamento de Sistemas de Información en la Autoridad de Puertos de Dubái. En 1999 el jeque Mohamed bin Rashid Al Maktum le otorgó el "Premio al Empleado Gubernamental más Distinguido". Posteriormente la designó como Directora Ejecutiva de Tejari, un mercado de negocios.
Estableció una organización gubernamental en Dubái en junio de 2000 para promover el comercio electrónico. Bajo su liderazgo, Tejari ganó el Premio de la Cumbre Mundial sobre la Sociedad de la Información en la categoría de "Mejor Proveedor de Contenido Electrónico en el Comercio Electrónico" y el título de "Super Marca 2003" en el Consejo de Super Marcas de los EAU.

### Carrera política
En su puesto como ministra de Comercio Exterior, Al Qasimi destinó parte de los ingresos en petróleo de los Emiratos Árabes Unidos para asistir a naciones extranjeras. En 2013 el país contribuyó 5,4 mil millones de dólares estadounidenses en 2013, a diferencia de los 1,6 mil millones donados en 2012. También ha hecho contribuciones personalmente en organismos benéficos. Es voluntaria de Friends of Cancer Patients Society y miembro de la Junta de Directores del Dubai Autism Center.
Como ministra de la Tolerancia, en abril de 2017 mantuvo, en la Ciudad del Vaticano, un encuentro con el Papa Francisco y Jean-Louis Tauran, Presidente del Consejo Pontificio para el Diálogo Interreligioso de la Curia romana.

## Reconocimientos
En 2015, Al Qasimi ocupó el primer lugar entre las mujeres árabes en el gobierno más poderosas, según la edición de Oriente Próximo de la revista Forbes.
En 2016, fue clasificada como la 43° mujer más poderosa del mundo por la revista Forbes.